# Омелько Марія Миколаївна
Марія Миколаївна Омелько (1909, село Тартаків, тепер Сокальського району Львівської області — 1993?, село Тартаків Сокальського району Львівської області) — українська радянська діячка, доярка колгоспу «Зоря комунізму» Сокальського району Львівської області. Герой Соціалістичної Праці (26.02.1958).

## Біографія
Народилася в бідній селянській родині. З дитячих років наймитувала, працювала в сільському господарстві. Під час Другої світової війни була вивезена на примусові роботи в Німеччину.
З 1948 року — доярка колгоспу імені Молотова (з 1957 року — «Зоря комунізму») села Тартаків Сокальського району Львівської області.
Член КПРС з 1954 року.
26 лютого 1958 року отримала звання Героя Соціалістичної Праці з врученням ордена Леніна і золотої медалі «Серп і молот» за високі надої молока. У 1957 році отримала по 8.333 кілограми молока від кожної закріпленої за нею корови та зайняла друге місце в змаганні доярок Української РСР.
Потім — на пенсії в селі Тартаків Сокальського району Львівської області.

## Нагороди
- Герой Соціалістичної Праці (26.02.1958)
- орден Леніна (26.02.1958)
- медалі